# آنا فوژی
آنا فوژی (فرانسوی: Anna Fougez‎؛ ۹ ژوئیهٔ ۱۸۹۴ – ۱۱ سپتامبر ۱۹۶۶) با نام اصلی ماریا آنینا لاگانا پاپاچنا، خواننده و بازیگر اهل ایتالیا بود.
وی یک کودک نابغه بود و بعدها نام هنری‌اش را از خوانندهٔ فرانسوی «اوژنی فوژر» الهام گرفت. او ارتباط خوبی با حزب فاشیست ایتالیا نیز داشت و در حضور بنیتو موسولینی ترانه‌ای برایش اجرا نمود.